# Fuscopannaria subimmixta
Fuscopannaria subimmixta är en lavart som först beskrevs av C. Knight, och fick sitt nu gällande namn av P. M. Jørg. Fuscopannaria subimmixta ingår i släktet Fuscopannaria och familjen Pannariaceae.   Inga underarter finns listade i Catalogue of Life.